# Nikostratos (Athlet)
Nikostratos war ein in der ersten Hälfte des 1. Jahrhunderts n. Chr. lebender berühmter griechischer Athlet.
Er stammte ursprünglich aus Prymnessos in Phrygien, wurde aber als Kind von Räubern entführt und als Sklave nach Aigeai in Kilikien verkauft. Während der 204. Olympiade (37 n. Chr.) siegte er an einem Tag sowohl im Ringkampf als auch im Pankration und ist mit dieser Leistung als achter und letzter Paradoxonikes nach Herakles in der Liste der Olympioniken verzeichnet. Pausanias, der ebenfalls eine Liste derjenigen Sportler bietet, denen ein solcher Doppelsieg gelang, führt Nikostratos als siebten und letzten unter diesen Athleten auf. Er wird zudem von Quintilian und Tacitus in ihren Schriften erwähnt. Ein Mosaik aus der Stadt Seleukia Pieria, das in die spätere römische Kaiserzeit oder sogar in das 4. Jahrhundert n. Chr. datiert, zeigt ein Porträt des Sportlers mit der Beischrift „ΝΕΙΚΟΣΤΡΑΤΟΣ ΑΙΓΑΙΟΣ“ („Nikostratos aus Aigeai“) und ist ein Indiz für seine anhaltende Popularität zumindest in der Umgebung Aigeais.